# 0.TO.10
Big Bang The Concert: 0.TO.10 war eine Serie von Konzerten der südkoreanischen Boygroup Big Bang. Die Konzerte waren Teil des BIGBANG10-Projekts anlässlich ihres 10-jährigen Jubiläums.

## Setlist
1. My Heaven
2. We Like 2 Party
3. Hands Up
4. Bad Boy
5. Loser
6. Gara Gara Go
7. Let's Talk About Love + Strong Baby (Seungri)
8. Wings + Look at Me, Gwisun (Daesung)
9. Joyful (Daesung ft. Seungri)
10. Hearbreaker + Crayon (G-Dragon)
11. High High (GD&TOP)
12. Good Boy (GDxTAEYANG)
13. Doom Dada (T.O.P)
14. Eyes, Nose, Lips (Taeyang)
15. Only Look at Me + Ringa Linga (Taeyang)
16. If You
17. Haru Haru
18. Bang Bang Bang
19. Fantastic Baby
20. Sober

Zugabe
1. Last Farewell + Sunset Glow + Lies
2. Koe o Kikasete
3. Feeling

2. Zugabe
1. Bae Bae

## Tourneedaten
| Datum             | Stadt       | Land      | Arena                                                  | Vorgruppe | Besucherzahl |       |
| Asien             | Asien       | Asien     | Asien                                                  | Asien     | Asien        | Asien |
| ----------------- | ----------- | --------- | ------------------------------------------------------ | --------- | ------------ | ----- |
| 29. Juli 2016     | Osaka       | Japan     | Nagai Stadium                                          | Choice37  | 165.000      |       |
| 30. Juli 2016     | Osaka       | Japan     | Nagai Stadium                                          | Choice37  | 165.000      |       |
| 31. Juli 2016     | Osaka       | Japan     | Nagai Stadium                                          | Choice37  | 165.000      |       |
| 20. August 2016   | Seoul       | Südkorea  | Seoul World Cup Stadium                                | Psy       | 65.000       |       |
| 5. November 2016  | Tokio       | Japan     | Tokyo Dome                                             | N/A       | 781.500      |       |
| 6. November 2016  | Tokio       | Japan     | Tokyo Dome                                             | N/A       | 781.500      |       |
| 19. November 2016 | Fukuoka     | Japan     | Fukuoka Dome                                           | N/A       | 781.500      |       |
| 20. November 2016 | Fukuoka     | Japan     | Fukuoka Dome                                           | N/A       | 781.500      |       |
| 25. November 2016 | Osaka       | Japan     | Kyocera Dome                                           | N/A       | 781.500      |       |
| 26. November 2016 | Osaka       | Japan     | Kyocera Dome                                           | N/A       | 781.500      |       |
| 27. November 2016 | Osaka       | Japan     | Kyocera Dome                                           | N/A       | 781.500      |       |
| 2. Dezember 2016  | Nagoya      | Japan     | Nagoya Dome                                            | N/A       | 781.500      |       |
| 3. Dezember 2016  | Nagoya      | Japan     | Nagoya Dome                                            | N/A       | 781.500      |       |
| 4. Dezember 2016  | Nagoya      | Japan     | Nagoya Dome                                            | N/A       | 781.500      |       |
| 9. Dezember 2016  | Fukuoka     | Japan     | Fukuoka Dome                                           | N/A       | 781.500      |       |
| 10. Dezember 2016 | Fukuoka     | Japan     | Fukuoka Dome                                           | N/A       | 781.500      |       |
| 11. Dezember 2016 | Fukuoka     | Japan     | Fukuoka Dome                                           | N/A       | 781.500      |       |
| 27. Dezember 2016 | Osaka       | Japan     | Kyocera Dome                                           | N/A       | 781.500      |       |
| 28. Dezember 2016 | Osaka       | Japan     | Kyocera Dome                                           | N/A       | 781.500      |       |
| 29. Dezember 2016 | Osaka       | Japan     | Kyocera Dome                                           | N/A       | 781.500      |       |
| 7. Januar 2017    | Seoul       | Südkorea  | Gocheok Sky Dome                                       | N/A       | 64.000       |       |
| 8. Januar 2017    | Seoul       | Südkorea  | Gocheok Sky Dome                                       | N/A       | 64.000       |       |
| 21. Januar 2017   | Kowloon Bay | Hongkong  | East Kowloon Cruise Terminal Outdoor Activities Square | Choice37  | 40.000       |       |
| 22. Januar 2017   | Kowloon Bay | Hongkong  | East Kowloon Cruise Terminal Outdoor Activities Square | Choice37  | 40.000       |       |
| Insgesamt         | Insgesamt   | Insgesamt | Insgesamt                                              | Insgesamt | 1.115.500    |       |